# Godfrey Nzamujo
Godfrey Nzamujo, né le 1950  à Kano (Nigeria), est un prêtre dominicain et fondateur du centre agro-écologique de Songhaï au Bénin.

## Biographie

### Enfance, éducation et débuts
Godfrey Nzamujo, O. P., est né à Kano au Nigeria en 1950. Il a une licence en philosophie moderne et en mathématiques, en théologie, en ingénierie des systèmes, un master en ingénierie électrique de l'Université Loyola du Maryland.

### Carrière
Le centre agro-écologique de Songhaï ou centre Songhaï est un centre de formation et de production agricole qu'il fonde en 1985, en compagnie d’un « groupe d'Africains et d'amis de l'Afrique », à Porto-Novo au Bénin.